# Animismo

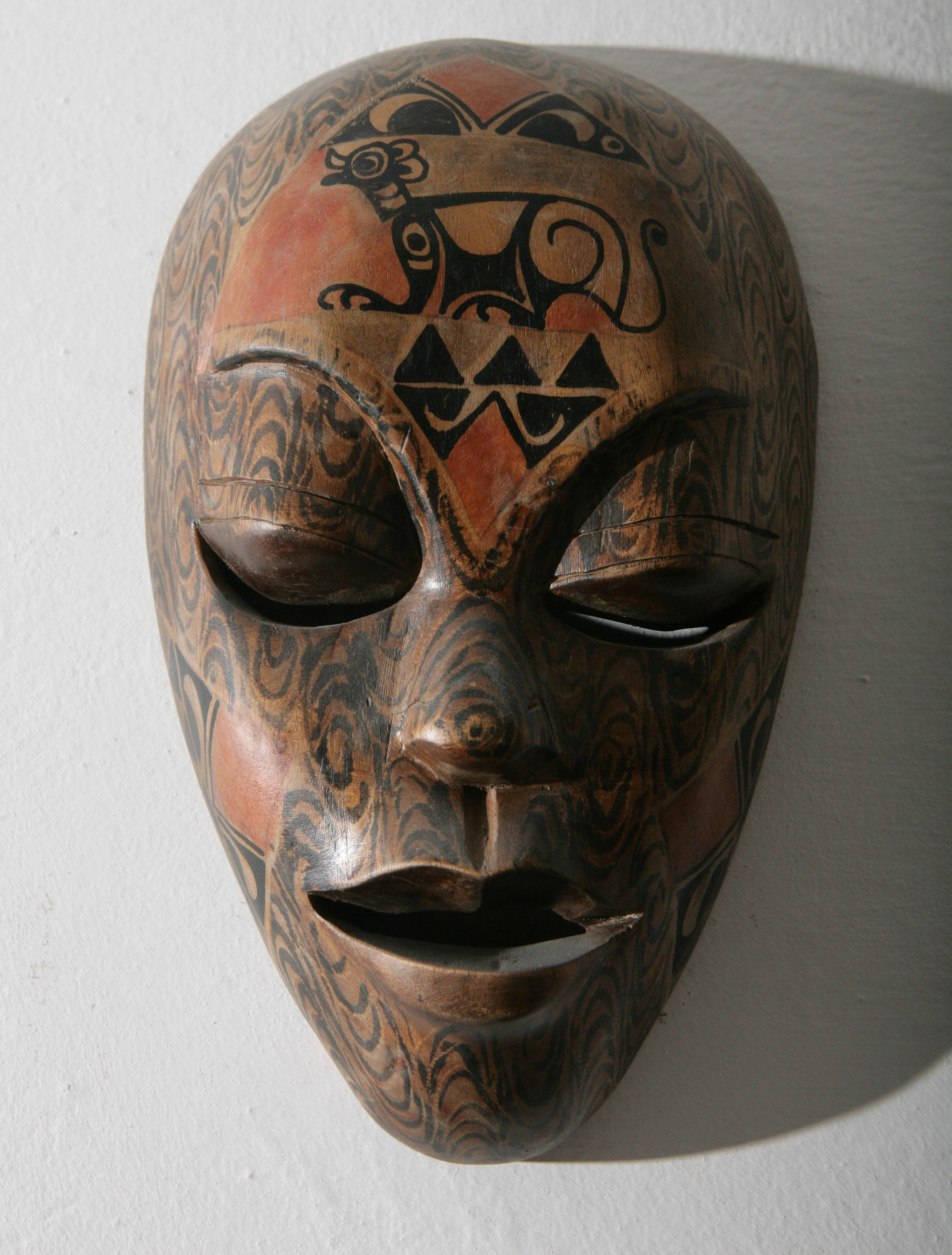
Maschera africana in legno

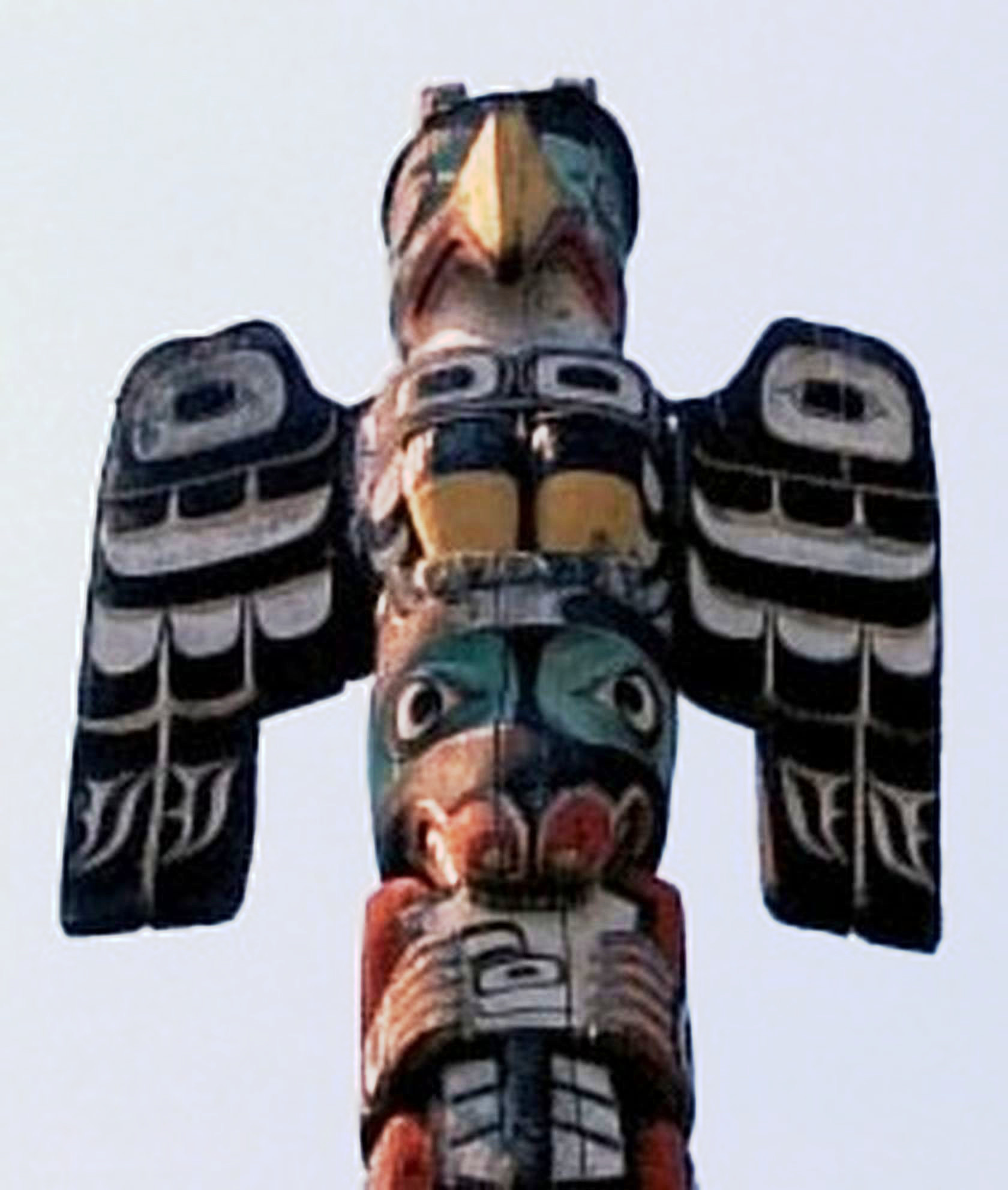
Uccello del Tuono scolpito da una tribù di Nativi Americani

L'animismo è un termine con cui l'antropologia accomuna un insieme molto variegato di religioni o culti in cui prevale l'attribuzione di qualità divine o soprannaturali a oggetti, luoghi o esseri materiali. Queste religioni non considerano le divinità come esseri puramente trascendenti, bensì attribuiscono proprietà spirituali a determinate realtà fisiche. Questo tipo di credenze è così chiamato perché si basa su un certo grado di identificazione tra principio spirituale divino (anima) e aspetto materiale di esseri ed entità (quali anche dèmoni o altre presenze). La posizione filosofica corrispondente all'animismo viene di solito chiamata panpsichismo.

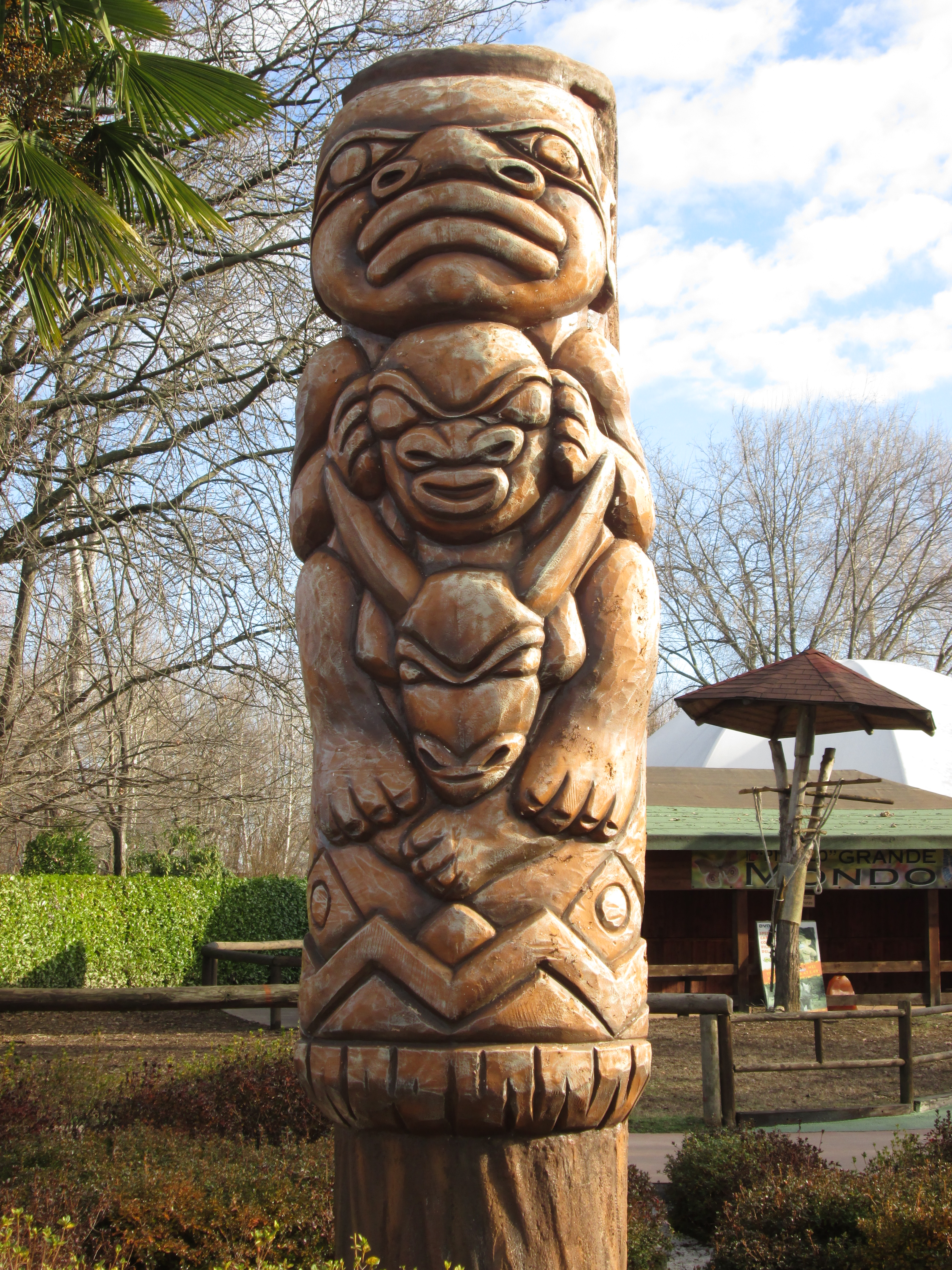
Scultura di uno spirito totemico africano

## Storia
Il termine animismo, per quanto riferibile a concezioni e credenze molto antiche, è stato coniato solo in tempi più recenti.

### L'ipotesi scientifica del chimico Georg Ernst Stahl
Esso fu usato per la prima volta nel 1720 in ambito medico, dal chimico e biologo Georg Ernst Stahl per definire una teoria secondo la quale l'anima svolgeva una funzione diretta nel controllo di ogni funzione corporea, in particolare come meccanismo di difesa nei confronti degli agenti patogeni. Si trattava di una teoria rivelatasi scientificamente di scarso successo, ma simmetrica a livello concettuale alla teoria del flogisto, formulata sempre da Stahl in ambito chimico, che teorizzava la presenza in ogni tipo di materiale di un ineffabile componente (il flogisto) che sarebbe stato liberato durante la combustione giustificando gli effetti di quest'ultima.

### Animismo religioso: la definizione antropologica di E. Tylor
Successivamente, nel 1871, l'espressione animismo è stata utilizzata dall'antropologo inglese Edward Tylor per definire una forma primordiale di religiosità basata sull'attribuzione di un principio incorporeo e vitale (anima) a fenomeni naturali, esseri viventi e oggetti inanimati, in special modo per tutto ciò che incide direttamente con la vita di queste popolazioni ed è essenziale per la loro sopravvivenza: i prodotti alimentari e la loro caccia e raccolta, i materiali per costruire utensili, monili e ripari, i fenomeni atmosferici, la morfologia stessa del territorio. Tutto ciò viene riconosciuto come animato e progressivamente associato a forme di venerazione, spesso direttamente funzionali alla buona riuscita delle azioni quotidiane per vivere.
Questo culto dell'anima, semplice, spontaneo, irrazionale, basato sulle esperienze comuni e quotidiane, sarebbe stato alla base, secondo Tylor, di un'"evoluzione" del pensiero religioso che avrebbe condotto, di pari passo con la civilizzazione, a religioni sempre più strutturate, con pratiche sociali ben definite, fino a svilupparsi attorno alla figura di un essere creatore.

### Altri approcci

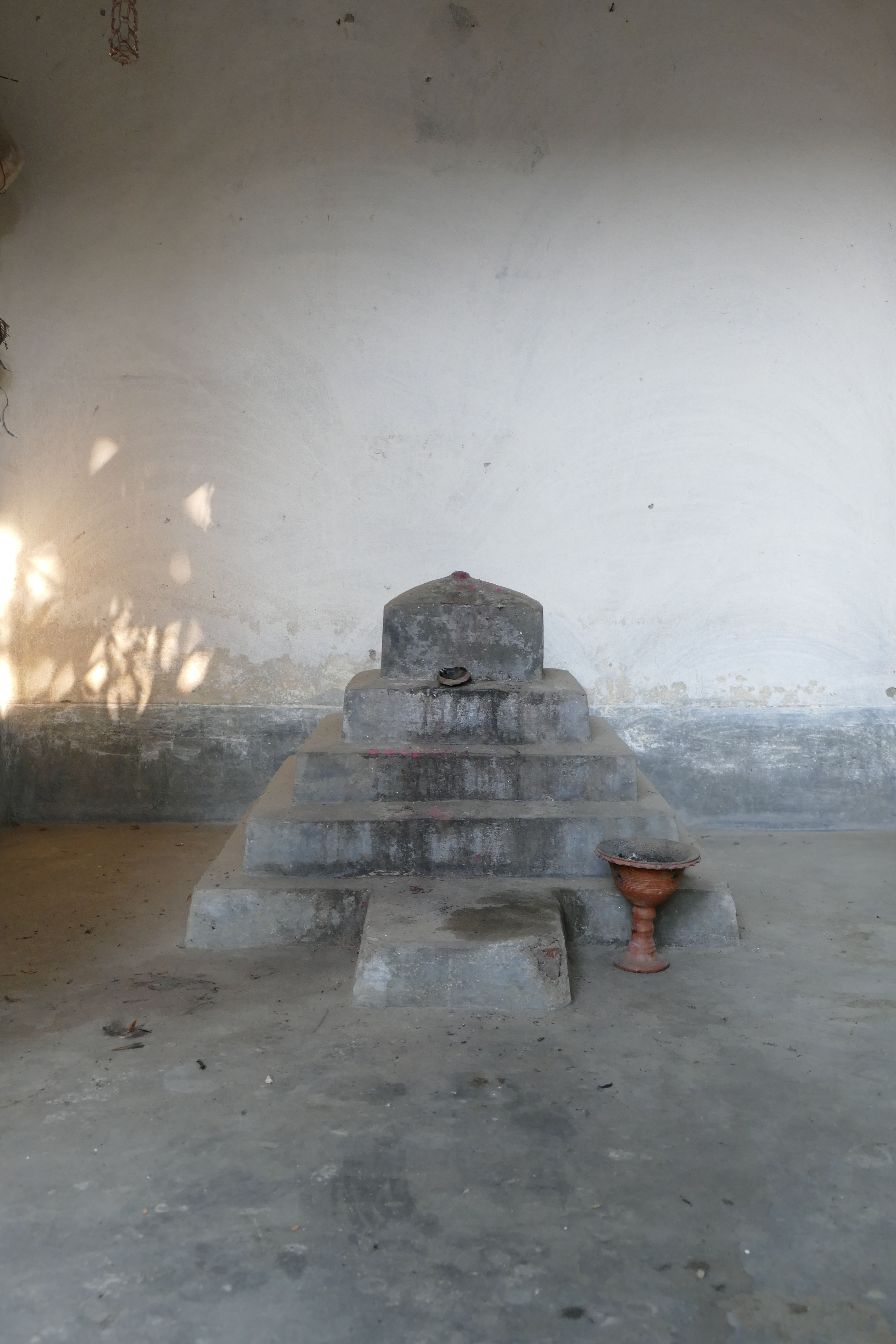
Luogo sacro in un villaggio Santhal nel distretto di Dinajpur, Bangladesh.

Il senso del termine animismo così come definito da Tylor è quello oggi di uso più comune per descrivere le caratteristiche di questo tipo di religiosità, per quanto la spiegazione da lui fornita dell'animismo come religione primitiva e "immatura", con le sue analogie con lo sviluppo cognitivo del bambino, sia stata, invece, ampiamente criticata e superata in antropologia.
In particolare, della teoria di Tylor viene contestato l'etnocentrismo insito nell'assunto che i temi mitologici alla base delle religioni animistiche, in quanto frutto di una concezione superstiziosa e primitiva della natura, potessero svilupparsi indipendentemente in varie parti del mondo per progredire, altrettanto indipendentemente, verso un'elaborazione più complessa, più "elevata" dei valori religiosi.
Si trattava di un approccio psicologico simile a quello utilizzato dall'antropologo James Frazer, con la pubblicazione nel 1890 de Il ramo d'oro, per indagare il ruolo sociale ricoperto dalla magia nelle società umane più antiche, o a quello di Levi-Bruhl secondo cui il pensiero magico dei primitivi sarebbe caratterizzato da una partecipazione confusa e collettiva con l'universo, che farebbe uso di rappresentazioni al posto dei concetti.
Un primo approccio alternativo a quello di Tylor allo studio delle culture primitive viene proposto nel 1903 da Leo Frobenius con il concetto di kulturkreislehre («teoria dell'area culturale») basata sull'ipotesi che i temi mitologici delle civiltà più antiche non si siano sviluppati in modo indipendente, ma si siano diffusi, invece, progressivamente in Mesopotamia e India a partire da un nucleo primitivo africano, successivamente nelle isole del Pacifico, e da lì nell'America Centrale e equatoriale.
Fra gli altri autori che si discostano da un'interpretazione della mentalità animista come ancorata a modelli primitivi e retrogradi si ricordano Richard Thurnwald (1922), Raymond Lenoir (1922), Charles Blondel (1926), Raoul Allier (1927), Olivier Leroy (1927), Paul Radin (1927), Gerardus van der Leeuw (1928), Charles Roberts Aldrich (1931).
(James Hillman, Re-visioning Psychology, 1975)

#### Animismo e psicoanalisi
Studi sull'animismo sono presenti anche nella letteratura psicoanalitica. All'interno di Totem e tabù di Sigmund Freud, l'animismo viene considerato una fase primitiva dello sviluppo sociale. Una recente e originale chiave di lettura ispirata alla tradizione junghiana afferma invece che l'animismo, lungi dall'essere l'ingenuo prodotto di un pensiero pre-logico come sosteneva l'antropologo Lévy-Bruhl, nasce piuttosto da una psicologia tutta incentrata sugli aspetti soggettivi della psiche (sensazione e intuizione). Da tale concezione si sarebbe creato un sistema culturale basato sulla proiezione dell'inconscio sulla Natura, ad esempio su luoghi sacri, o identificandosi con lo spirito degli animali totemici, recuperando così competenze ancestrali; ci si confronta con l'anima di defunti o di nemici per affrontare e superare i propri conflitti interni.

## Il dibattito tra animismo e meccanicismo
Particolare rilevanza ha assunto anche il dibattito tra animisti e meccanicisti, riguardante la seguente questione: gli organismi viventi sono delle macchine perfezionate, o il risultato miracoloso di un principio spirituale? È la materia o l'anima a produrre la vita? Nell'Ottocento, con l'avanzare del positivismo, la domanda sembrava risolta dalla scienza in favore della tesi meccanica, sulla base del fatto che l'animismo, per spiegare la vita, faceva ricorso ad un principio autonomo, appunto l'anima, che non poteva essere oggettivamente studiato, e risultava quindi oscuro, non definibile, e scientificamente retrogrado. Poiché inoltre escludeva la possibilità di una dialettica materialista, appariva persino reazionario (specie negli ambienti marxisti).
Dietro la contrapposizione tra meccanicismo e animismo si celava sostanzialmente l'antitesi tra determinismo e finalismo: il primo ipotizzava che il mondo fosse soggetto a leggi causali senza un fine né un progetto; il secondo affermava invece che gli organi viventi sono talmente perfetti che non possono essere frutto del caso. Più recentemente, tuttavia, l'anima ha assunto altre connotazioni che le consentono di sfuggire alle obiezioni del meccanicismo: oggi, infatti, la fisica ammette una quota di casualità nei fenomeni naturali (principio di indeterminazione di Heisenberg), e la biologia, d'altro canto, riconosce che il finalismo vitalistico è tutt'altro che perfetto, essendo la vita soggetta a morte, malattie, e mostruosità. Così l'animismo non rifiuta più la ricerca sperimentale, ma ne riconosce i limiti nel comprendere la natura della vita, che non è riducibile a semplici fenomeni fisico-chimici.
Mentre infatti nell'organismo c'è un processo di auto-costruzione e auto-mantenimento, la macchina viene costruita dall'esterno. La macchina, inoltre, è costruita dall'uomo in vista di un fine, quindi non manca di finalismo, anzi, ha una finalità ben definita e rigida. Nell'organismo animato, invece, le funzioni sono in parte sostituibili l'una con l'altra poiché gli organi sono polivalenti: essi cioè hanno meno finalità e più potenzialità.
Ancora, la macchina è il prodotto di un calcolo a cui soggiace in maniera univoca, mentre l'organismo opera secondo criteri empirici, nel senso che la vita è esperienza, improvvisazione, tentativo in tutte le direzioni. Da ciò derivano le mostruosità che la vita comporta, trovandosi in un equilibrio precario e continuamente da ristabilire.
In definitiva, la concezione meccanica dell'organismo non sarebbe che un residuo antropomorfico, che cerca di spiegare la formazione della vita assimilandola al procedimento usato dall'uomo per fabbricare una macchina. Una concezione, affiorata la prima volta in Cartesio, che considera Dio alla stregua di un fabbro intento a costruire macchine perfette e rispondenti a degli scopi prefissati. E così l'accusa di finalismo, abitualmente rivolta all'animismo, viene da quest'ultimo ribaltata: la metafisica antropomorfa è alla base del meccanicismo, non del vitalismo.

### I risvolti filosofici
(Talete)
Concezioni dell'animismo radicalmente anti-deterministe risulta peraltro che fossero presenti sin dall'antichità, in particolare nell'antica Grecia, contrapponendosi già da allora alle prime forme embrionali del meccanicismo. Così in Platone, e poi successivamente nel neoplatonismo, l'anima era considerata il principio vitale, non componibile, che sta alla base del composto, in opposizione alle teorie atomiste di Democrito, secondo il quale invece gli esseri viventi erano un semplice aggregato di atomi.
Per i platonici l'anima è sempre stata vista come il principio più semplice che si possa concepire, l'unità che si articola nella molteplicità. Mentre il composto può nascere (quando si abbia aggregazione) e morire (quando viene scomposto), l'anima è indistruttibile essendo in-composta, cioè qualcosa di straordinariamente semplice. Il finalismo del mondo, inteso come progettualità calata dall'alto, viene rigettato perché l'Uno, da cui ogni essere proviene, genera in maniera non intenzionale né voluta, bensì inconsapevolmente. Ne deriva che la natura è tutta pervasa da una comune Anima del mondo (concetto di derivazione anche orientale).
La critica della progettualità meccanicista in natura sarà un tratto comune anche al Kant della Critica del Giudizio, che parlerà piuttosto di «finalità interna» in maniera simile al concetto aristotelico di entelechia, contestando invece l'idea di un obiettivo predisposto in qualche modo dall'esterno.
Esponente dell'animismo neoplatonico nel Novecento sarà infine Bergson, secondo il quale la vita non segue binari rigidi e prefissati, ma nasce da infinite potenzialità: alcune si bloccano, altre invece proseguono. L'evoluzione della natura è creatrice, perché deriva da uno slancio vitale inesauribile, privo di scopi deterministici.